# Plesianthidium fulvopilosum
Plesianthidium fulvopilosum är en biart som beskrevs av Cameron 1905. Plesianthidium fulvopilosum ingår i släktet Plesianthidium och familjen buksamlarbin. Inga underarter finns listade i Catalogue of Life.